# Xaver Hörmann
Xaver Hörmann (* 21. Februar 1910 in Weißenhorn; † 23. Februar 1943 in Südrussland) war ein deutscher Kanute, der 1936 eine olympische Bronzemedaille gewann.
Hörmann wuchs mit sieben Geschwistern, auf dem Hof seiner Eltern, auf. Er schloss seine Ausbildung zum Skimacher ab und arbeitete anschließend bei der Skifabrik Laupheimer. Seine Anfänge im Rudern machte er bei der Kanuvereinigung Esslingen, unter anderem im Faltboot.
Bei der olympischen Premiere des Kanusports bei den Olympischen Spielen 1936 in Berlin standen, zum einzigen Mal, auch Wettbewerbe mit dem Faltboot auf dem Programm. Im Einer-Kajak über 10.000 Meter siegte der Österreicher Gregor Hradetzky mit drei Sekunden Vorsprung auf den Franzosen Henri Eberhardt; weitere zwei Sekunden zurück kam Xaver Hörmann ins Ziel, der über eine Minute Vorsprung auf den Viertplatzierten hatte.
Nach seinem Erfolg bei den olympischen Spielen war Hörmann als Soldat in Paris und Südrussland stationiert, wo er 1943 als Kriegsgefangener starb.